# 정순붕
정순붕(鄭順朋, 1484년 ~ 1548년 4월 21일)은 조선 중기의 문신이다. 자는 이령(耳齡), 호는 성재(省齋). 본관은 온양(溫陽)으로, 정탁(鄭鐸)의 3남이다. 을사사화 3인방의 주역 중에 한 명이다.

## 생애
중종 즉위년인 1506년에 문과에 급제해서 주서가 되고 1506년 중종반정 후 정국원종공신 2등에 녹훈되었다. 그해 예조좌랑을 거쳐 장령이 되었다. 이 때 조광조와 함께 신진사류의 일원이 되어 학문을 높이고 기풍을 짐작시켰다. 이어서 부정한 방법으로 재산을 모은 대신들을 탄핵하기도 했다. 이후 홍문관전한을 거쳐 바로 좌부승지에 초배되고 이후 다시 동부승지로 옮겼다가 다시 우부승지로 승진, 참찬관을 겸했다. 이후 충청도관찰사로 외직에 나갔다가 형조참의로 복귀했지만 기묘사화로 파직되었다가 이후 전주부윤이 되지만 신사무옥으로 또 파직되었다. 이후 17년 동안 야인으로 있으면서 조정에 나가지 않다가, 1538년에 좌의정이던 김안로가 사약을 마시고 죽은 뒤 복권되어 경기도관찰사로 복직해 관압사를 겸하고 성균관대사성을 거쳐 공조참판이 되었다. 이후 윤원형, 이기, 허자와 가깝게 지내게 되고 평양영위사를 거쳐 강원도관찰사로 다시 외직에 나간다. 연이어서 병조참판과 사헌부대사헌을 거쳐 한성부우윤으로 세자시강원부빈객을 겸하고 형조판서로 역시 특진관을 겸했다. 이후 형조판서, 호조판서를 거쳐 의정부우참찬이 되는데 우참찬 시절 윤원형 등과 소윤 일파가 되고 내의원제조를 겸하다가 이후 다시 사헌부대사헌이 되었는데 대사헌으로 동지성균관사를 겸하고 인종 때 동지중추부사를 지내다가 형조판서, 우참찬, 대사헌을 거쳐 이후 명종 때 을사사화를 일으켜서 1등공신이 되며 바로 공조판서를 거쳐서 우찬성이 된다. 이후 정승의 반열에 올라 우의정이 되었다. 사후 선조 때 직위가 추탈되었다.

## 평가
처음에는 조광조와 함께 조정을 개혁하려고 했으나, 나중에 을사사화를 일으키며 결국 좋지 않은 길을 걷게 되었다. 그러나 그의 후손들은 별탈없이 벼슬 생활을 계속 하게 된다.
학문에 뛰어나 명성이 높았지만, 결국 부패해진 대신이기도 했다.

## 가족 관계
- 증조 - 정포(鄭袍)[2] : 고성군사(高城郡事)
  - 조부 - 정충기(鄭忠基)[2] : 지평(持平), 증(贈) 예조참의(禮曹參議)
    - 아버지 - 정탁(鄭鐸 , 1452년 ~ 1496년) : 상의원첨정(尙衣院僉正)
    - 어머니 - 사직(司直) 도진손(都震孫)의 딸[3]
      - 동복 형 - 정수붕(鄭壽朋)[2] : 위솔(衛率)
      - 동복 형 - 정백붕(鄭百朋) : 지중추부사(知中樞府事)
      - 이복 동생 - 정귀붕(鄭龜朋)[2] : 진사(進士)
      - 부인 - 봉양수(鳳陽守) 이종남(李終南)의 딸[4]
        - 장남 - 정렴(鄭𥖝, 1506년 ~ 1549년) : 포천현감(抱川縣監)
        - 차남 - 정적(鄭磧)[3] : 봉사(奉事)
        - 3남 - 정담(鄭䃫, 1517년 ~ ?) : 경기도도사(京畿道都事), 정뇌경(鄭雷卿, 1608년 ~ 1639년)의 증조
        - 4남 - 정현(鄭礥) : 성천도호부사(成川都護府使)
        - 5남 - 정작(鄭碏, 1533년 ~ 1603년) : 감목관(監牧官)
        - 첫째 사위 - 이만년(李萬年) : 보성군(寶城君)
        - 둘째 사위 - 정린상(鄭麟祥)[3]
        - 셋째 사위 - 신단(申湍)[5] : 한성부서윤(漢城府庶尹), 신경락(申景洛, 1556년 ~ 1615년)의 아버지
        - 넷째 사위 - 송장(宋杖)[3]
        - 다섯째 사위 - 한문원(韓文源)[3]